# توماس نیومن
توماس مونتگوری نیومن (به انگلیسی: Thomas Montgomery Newman) (زاده ۲۰ اکتبر ۱۹۵۵ میلادی) آهنگساز برجسته اهل آمریکا است.

## جوایز و افتخارات
نیومن در مجموع نامزد دریافت ۱۵ جایزه اسکار شده‌است. او به همراه الکس نورث، با ۱۵ نامزدی و دایان وارن با ۱۶ نامزدی در اسکار از ناکام ترین افراد در کسب این جایزه به شمار میروند. ده عدد از نامزدی‌های نیومن برای بهترین آهنگسازی و تنها یکی از آن‌ها برای برای ساخت بهترین آهنگ بوده‌است. اولین موفقیت بزرگ او (که باعث شناخته شدن او هم شد)، در سال ۱۹۹۴ بود که برای دو فیلم رستگاری در شاوشنک و زنان کوچک (فیلم ۱۹۹۴)، نامزد دریافت جایزه اسکار شد. او تنها فردی بود که در یک سال برای دو فیلم نامزد شد، اگرچه او با بدشانسی هر چه تمام تر، جایزه را به هنس زیمر برای انیمیشن شیرشاه باخت. سومین نامزدی اسکار او برای فیلم کمدی دیان کیتون بود، اما این بار جایزه را به آلان منکن برای فیلم پوکوهانتس باخت.
نیومن همچنین سه نامزدی جایزه گلدن گلوب به دست آورده‌است. یکی از آن‌ها برای بهترین آهنگسازی در سال ۱۹۹۹، برای ساخت آهنگ فیلم زیبای آمریکایی بود و همچنین دو نامزدی دیگر برای ساخت بهترین آهنگ بود.
افتخارات او شامل ۹ نامزدی در جشنواره گرمی (۵ بار برنده جایزه گرمی شد) می‌باشد.
وی در سال ۲۰۰۶ بار دیگر برای اثری که برای فیلم استیون سادربرگ (آلمانی خوب ۲۰۰۶) ساخته بود، موفق به نامزدی دریافت جایزه اسکار شد.
دیگر بدشانسی توماس نیومن برای دریافت جایزه اسکار بحث مورد علاقه سینمادانان و مردم شده بود و این بار در مراسم اسکار ۲۰۰۶ مجری برنامه شوخی جالبی کرد که هنوز در یاد مردم مانده‌است؛ در افتتاحیه رسمی اسکار ارول موریس به شوخی اعلام کرد که پس از ۷ بار شکست، توماس نیومن توانست جایزه اسکار را به‌دست‌آورد! نیومن هم روبرو میکروفن آمد و گفت: «نه من ۷ بار شکست خوردم و این بار هشتم من است که نامزد اسکار شده‌ام، که البته حتماً شکست می‌خورم.»
در واقع نیومن برای هشتمین بار شکست خورد و نتوانست جایزه اسکار را به‌دست‌آورد. توماس نیومن که به سینمای آلمان علاقه داشت، تصمیم گرفت که در عرصه سینمای آلمان نیز فعالیت کند، اولین کار خوب او در عرصه سینمای آلمان، آهنگ انیمیشن زیبای وال-ئی بود. WALL-E دومین همکاری توماس با اندرو استانتون بود (اولین همکاری آن‌ها به ساخت آهنگ انیمیشن نمو، با کمک توماس نیومن مربوط می‌شود)، WALL-E در آن سال توانست جایزه اسکار بهترین انیمیشن بلند را به دست آورد (همانند انیمیشن نمو). در سال‌های ۲۰۰۷–۲۰۰۸ میلادی او آهنگ فیلم‌های معروف و پرطرفدار "Towelhead" با کارگردانی آلن بل و "جاده انقلابی" با کارگردانی سم مندز را ساخت؛ همچنین در سال ۲۰۰۹ او آهنگ فیلم "برادران" را ساخت. سال ۲۰۰۹ میلادی، یکی از پر کارترین سال‌های توماس نیومن در عرصه سینما بود، وی آهنگ فیلم‌های "کمک"، "بدهی" و "دفتر" را در این سال ساخته و تنظیم کرد. توماس نیومن در سال ۲۰۱۲ آهنگ فیلم "The Best Exotic Marigold Hotel" را ساخته و تنظیم کرد، او همچنین در این سال آهنگ فیلم "جیمز باند: سقوط آسمانی" سم مندز را ساخت.

## فیلمشناسی
- گوجه فرنگی سبز سرخ شده (۱۹۹۱)
- بوی خوش زن (۱۹۹۲)
- بازیگر (۱۹۹۲)
- رستگاری در شاوشنک (۱۹۹۴)
- زنان کوچک (۱۹۹۴)
- مردم علیه لری فلینت (۱۹۹۶)
- شهر دیوانه (۱۹۹۷)
- اسکار و لوسیندا (۱۹۹۷)
- با جو بلک آشنا شوید (۱۹۹۸)
- زیبایی آمریکایی (۱۹۹۹)
- مسیر سبز (۱۹۹۹)
- ارین براکویچ (۲۰۰۰)
- در اتاق خواب (۲۰۰۱)
- جاده‌ای به‌سوی تباهی (۲۰۰۲)
- در جستجوی نیمو (۲۰۰۳)
- بدبیاری‌ها، داستان‌های لمونی اسنیکت (۲۰۰۴)
- مرد سیندرلایی (۲۰۰۵)
- بچه‌های کوچک (۲۰۰۶)
- آلمانی خوب (۲۰۰۶)
- وال-ئی (۲۰۰۸)
- جاده انقلابی (۲۰۰۸)
- برادران (۲۰۰۹)
- خدمتکاران (۲۰۱۱)
- بانوی آهنی (۲۰۱۱)
- بهترین هتل عجیب مریگولد (۲۰۱۲)
- اسکای‌فال (۲۰۱۲)
- نجات آقای بنکس (۲۰۱۳)
- عوارض جانبی (۲۰۱۳)
- اسپکتر (۲۰۱۵)
- دایناسور خوب (۲۰۱۵)
- مسافران (فیلم ۲۰۱۶) (۲۰۱۶)
- در جستجوی دوری
- ۱۹۱۷ (۲۰۱۹)
- تالکین (۲۰۱۹)